# Teegalapahad
Teegalapahad è una suddivisione dell'India, classificata come census town, di 33.070 abitanti, situata nel distretto di Adilabad, nello stato federato del Telangana. In base al numero di abitanti la città rientra nella classe III (da 20.000 a 49.999 persone).

## Società

### Evoluzione demografica
Al censimento del 2001 la popolazione di Teegalapahad assommava a 33.070 persone, delle quali 17.007 maschi e 16.063 femmine. I bambini di età inferiore o uguale ai sei anni assommavano a 3.636, dei quali 1.858 maschi e 1.778 femmine. Infine, coloro che erano in grado di saper almeno leggere e scrivere erano 21.053, dei quali 12.156 maschi e 8.897 femmine.